# Kurt Beck (Ethnologe)
Kurt Beck (* 1952 in Markgröningen, Landkreis Ludwigsburg) ist ein deutscher Ethnologe. Von 2006 bis 2019 hatte er den Lehrstuhl für Ethnologie an der Universität Bayreuth inne.

## Leben
Beck studierte ab 1974 an der Albert-Ludwigs-Universität Freiburg Völkerkunde, Islamkunde, Soziologie und Germanistik und schloss 1979 mit dem Magister in Ethnologie ab. Von 1980 bis 1981 war er Research Associate am Institute for African and Asian Studies der Universität Khartum. Mit einer Arbeit über Die Kawahla von Kordofan, Ökologische und ökonomische Strategien arabischer Nomaden im Sudan promovierte er 1986 in Freiburg zum Dr. rer. nat.
Von 1987 bis 1993 war er Hochschulassistent am Institut für Soziologie der FU Berlin. 1986 und 1994 begutachtete er Projekte der Kreditanstalt für Wiederaufbau in ethnologischer Hinsicht. Von 1993 bis 1997 war Beck wissenschaftlicher Mitarbeiter im Forschungsprojekt Vorindustrielle Arbeit (unter Leitung von Gerd Spittler) im Rahmen des Sonderforschungsbereichs (SFB) 214 Identität in Afrika an der Universität Bayreuth. Seine Habilitation in Ethnologie schloss er 1999 in Bayreuth mit einer Schrift über Die intensive Bewässerungswirtschaft von Niltalbauern im Nordsudan ab.
Von 1997 bis 2000 vertrat er Professuren in Bayreuth, Frankfurt am Main und Bielefeld und lehrte von 2000 bis 2006 als Professor für Ethnologie an der LMU München. Als Nachfolger Gerd Spittlers wurde Beck 2006 auf den Lehrstuhl für Ethnologie an der Universität Bayreuth berufen. Von 2011 bis 2018 leitete er das DFG-geförderte Projekt Roadside and Travel Communities. Towards an Understanding of the African Long-Distance Road. 2019 wurde er emeritiert.
Schwerpunkte seiner Forschung sind die soziale Struktur nichtindustrieller Gesellschaften; Muslimische Gesellschaft und Kultur; Kreativität, Wissen und Technologie. In räumlicher Hinsicht hat er sich auf Afrika und den Vorderen Orient, insbesondere auf den Sudan spezialisiert.

## Schriften (Auswahl)
- Die Kawāhla von Kordofan. Ökologische und ökonomische Strategien arabischer Nomaden im Sudan. Stuttgart 1988, ISBN 3-515-04921-5.
- als Herausgeber mit Gerd Spittler: Arbeit in Afrika. Hamburg 1996, ISBN 3-8258-3021-7.
- als Herausgeber mit Till Förster und Hans Peter Hahn: Blick nach vorn. Festgabe für Gerd Spittler zum 65. Geburtstag. Köln 2004, ISBN 3-89645-403-X.
- als Herausgeber mit Gabriel Klaeger und Michael Stasik: The making of the African road. Leiden 2017, ISBN 978-90-04-33674-2.